# Blason du royaume nasride de Grenade
Le royaume nasride a utilisé comme symbole un blason héraldique, toujours visible aujourd'hui sur les murs calligraphiés de sa capitale palatiale, l'Alhambra.

## Histoire

### Originalité du blason musulman
Le code héraldique s'inscrit dans la tradition des royaumes chrétiens de l'Europe de l'Ouest, et rares sont les exemples d'adoption d'emblèmes par les sociétés musulmanes ou celles d'Europe Orientale, sous influence byzantine. Pour cette raison, le blason du royaume nasride de Grenade est un exemple exceptionnel de l'auto-représentation d'une communauté grâce à des concepts nouveaux issus de métissages culturels.
L'émirat de Grenade, crée en 1237 (634 AH), est vassal du royaume de Castille depuis 1246 (643 AH) et chaque année pendant ses deux siècles d'existence, il lui paye un lourd tribut. La création d'un blason sur le modèle des royaumes chrétiens frontaliers menaçant de finir la Reconquista peut être interprétée comme une forme de légitimation de la souveraineté autonome.

### Vestiges dans l'Alhambra

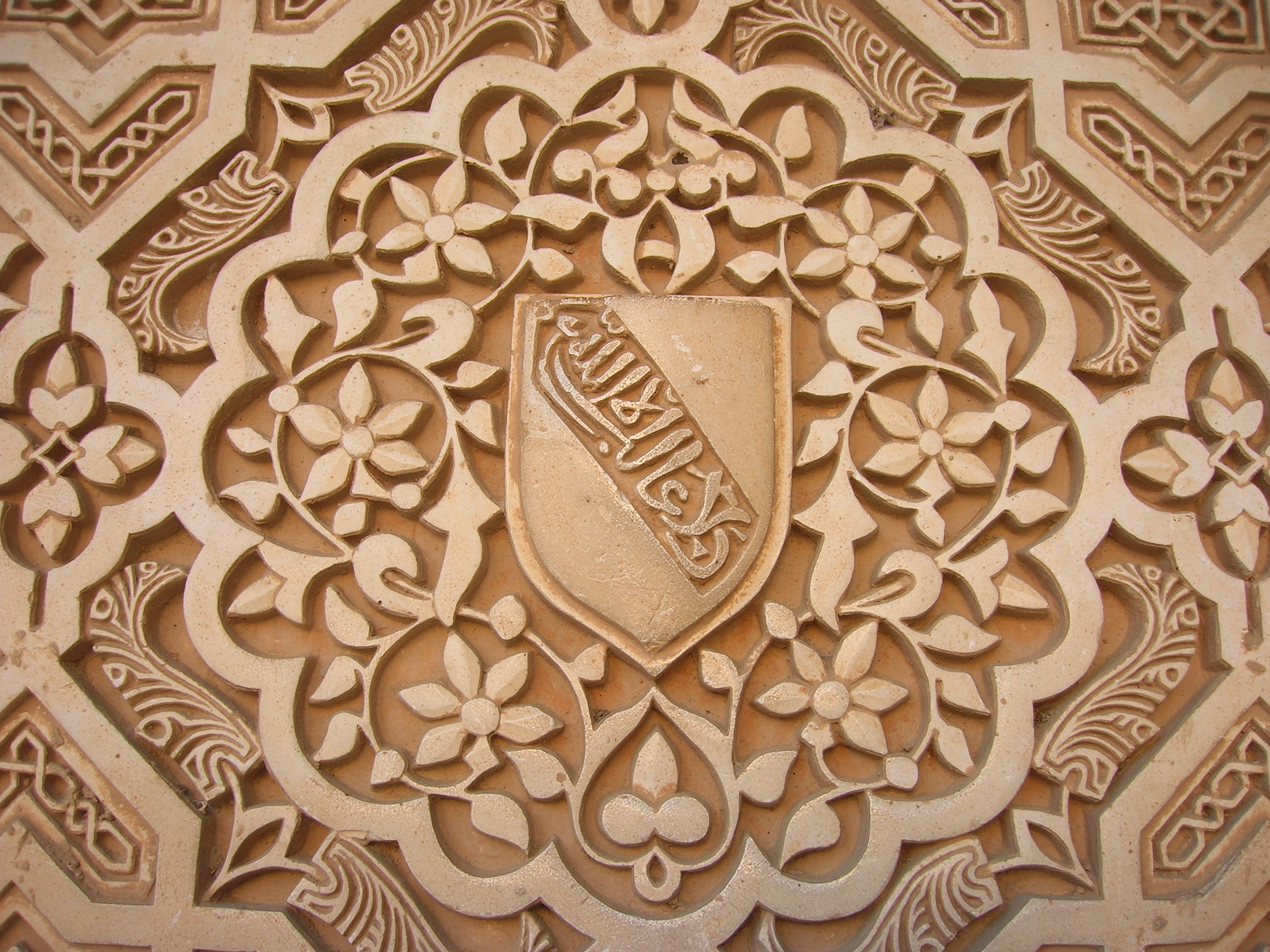
Armoiries de la dynastie nasride sur un mur de l'Alhambra.

Le blason apparaît de nombreuses fois sur les murs des palais de l'Alhambra. Parfois simplement la forme d'un écu stylisé est représenté au sein d'un décor végétal. Il peut alors être accompagné de quatre cartouches reprenant la devise nasride.
Plus rarement, mais tout de même assez régulièrement, le blason contient la bande et la devise de la dynastie grenadine.

## Description

### Blasonnement
De gueule, à la bande d'or, sur lequel est écrit de gueule en arabe coufique ou typique la devise de la dynastie nasride, لا غالب إلا الله.

### La devise nasride

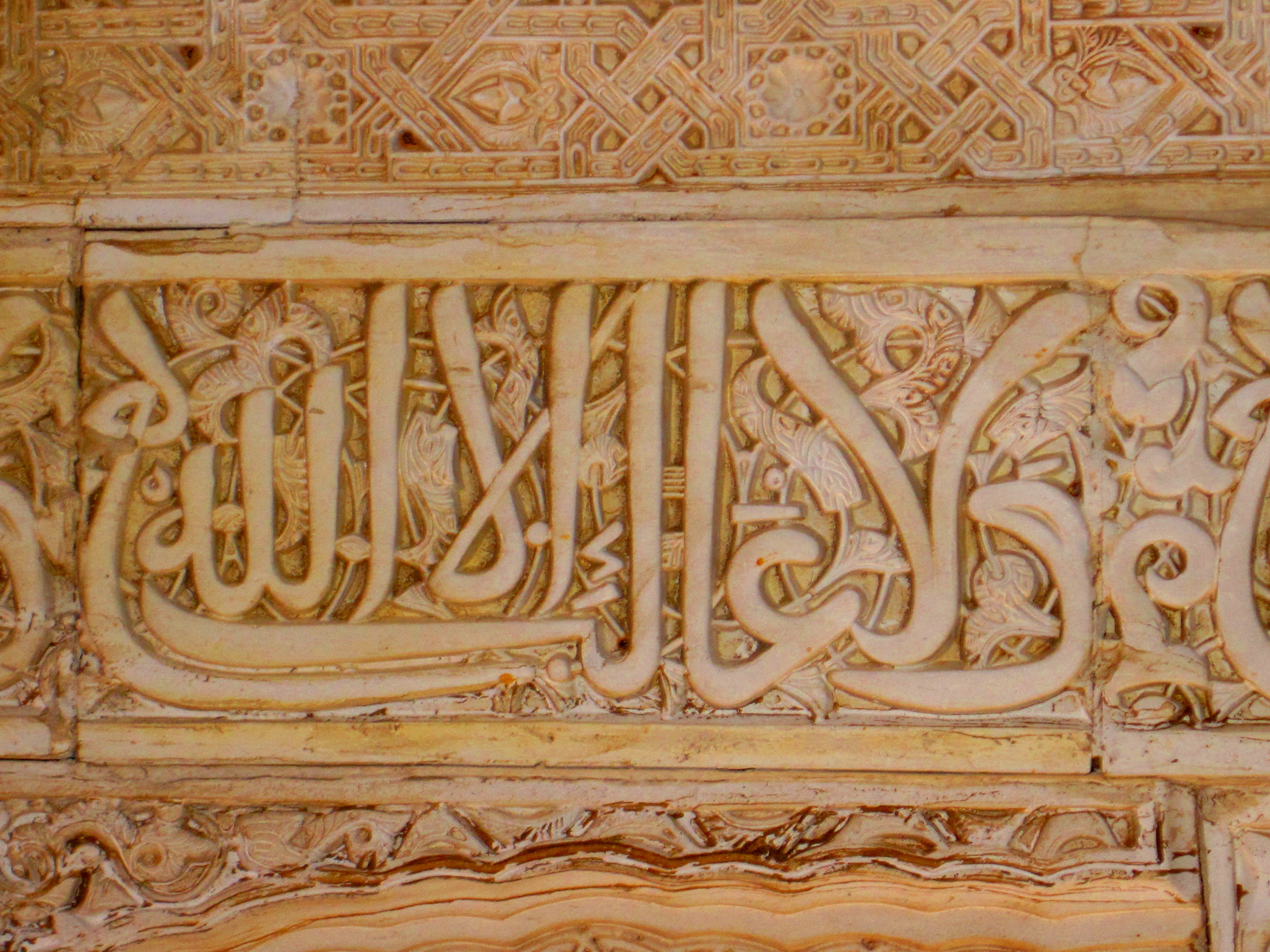
Devise cursive dans la salle du Méchouar

La devise nasride لا غالب إلا الله (Wa-lā gāliba illā-Allāh), signifie Seul Dieu est vainqueur (traduit aussi par Il n'y a d'autre vainqueur que Dieu). Ce n'est pas une citation coranique, mais selon des sources andalouses elle était inscrite sur l'étendard blanc porté par le troisième calife almohade Ya'qub al-Mansur dans la bataille d'Alarcos. Plus tard, elle est adoptée par Mohammed al-Ahmar comme emblème de la dynastie qu'il fonde. 
Le fait que Mohammed Ier récupère la devise de l'étendard brandi par le calife almohade lors de la victorieuse bataille d'Alarcos en 1195 (591 AH), qui coïncide avec sa naissance, indique tout l'intérêt de lier son état naissant avec l'empire almohade expiré.
Le procédé symbolique apparaît aussi connoté avec les signes de soumission à Dieu. Ainsi, Mohammed Ier adopte le titre honorifique de al-Ghalib bi-llah (le Vainqueur par [la grâce de] Dieu), avec lequel il est acclamé à Grenade en mai 1238 (Ramadan 635 AH) selon les chroniques.
Bien que la phrase Seul Dieu est vainqueur n'apparaît pas dans le Coran, elle évoque la parole divine et des phrases du livre sacré, ainsi que le début de la profession de foi La ilaha illa Allah (il n'y a pas d'autre Dieu que Dieu), que l'on accouple souvent à la devise, comme dans le drapeau almohade, dans les monnaies ou dans les inscriptions murales. Elle peut être considéré comme une formule pieuse, évoquant le principe coranique fondamental de l'Unicité et l'exclusive Prévalence divine ou tawhid.

La devise s'appuie en outre sur un des noms de Dieu, al-Ghalib (voir notamment le 21e verset de la douzième sourate, Yusuf, du Qorʾān), dont le sens peut être traduit par le Vainqueur ou le Triomphant, donnant un sens sacré à l'expression.

### Couleur de l'émail

Reconstitution de l’étendard royal de Grenade

Les rares écus de pierre et céramique de l'Alhambra conservant un peu de peinture nous présentent le blason sous diverses déclinaisons chromatiques. D'or à la bande d'azur comme sur la plinthe de la Salle des Deux-Sœurs, d'azur à la bande d'or comme sur les azulejos de la porte d'accès au palais de Comares. 
Mais sur les coupoles elliptiques en bois des de l'iwan central de la Salle des Rois, à l'est de la cour des Lions, l'emblème est peint de gueule à la bande d'or. L'on sait en outre que la couleur rouge était la couleur distinctive de la dynastie royale nazarí. Le nom de famille du fondateur, Mohammed al-Ahmar, le Rouge, et l'origine du nom de l'Alhambra (en arabe : الْحَمْرَاء, Al-Ḥamrā' , « la rouge »), fait pencher la balance en faveur de cet émail. Dans l'Atlas de la Méditerranée de Cresques (XIVe siècle) l’étendard grenadin apparaît avec la devise au-afiyya (santé, bien-être…) d'or sur fond rouge.
On remarque l'absence de meuble, respectant l'injonction coranique de non-représentation des figures animées.